# Kārzīn (ort i Iran)
Kārzīn är en ort i Iran.   Den ligger i provinsen Fars, i den centrala delen av landet, 800 km söder om huvudstaden Teheran. Kārzīn ligger 701 meter över havet och antalet invånare är 7 953.
Terrängen runt Kārzīn är varierad. Runt Kārzīn är det ganska glesbefolkat, med 24 invånare per kvadratkilometer. Närmaste större samhälle är Qīr, 10,4 km nordväst om Kārzīn. Trakten runt Kārzīn är ofruktbar med lite eller ingen växtlighet.